# 1189
Il 1189 (MCLXXXIX in numeri romani) è un anno  del XII secolo.

## Eventi
- Papa Clemente III indice la Terza Crociata.
- 4 ottobre i crociati riconquistano San Giovanni d'Acri dalle mani dei musulmani.
- Viene fondata la città libera ed anseatica di Amburgo.

## Nati
- 13 giugno - Raymon Russignol, poeta francese († 1263)
- Skule Bårdsson, nobile norvegese († 1240)
- Al-Malik al-Manṣūr Nāṣir al-Dīn, sovrano curdo

## Morti
- 4 febbraio - Gilberto di Sempringham, presbitero, religioso e santo inglese
- 4 marzo - Umberto III di Savoia, conte (n. 1136)
- 25 marzo - Federico di Boemia, re boemo
- 24 aprile - Alessio, cardinale italiano
- 15 giugno - Minamoto no Yoshitsune, militare giapponese (n. 1159)
- 15 giugno - Saitō Musashibō Benkei, monaco buddhista e militare giapponese (n. 1155)
- 28 giugno - Matilde d'Inghilterra, duchessa (n. 1156)
- 6 luglio - Enrico II d'Inghilterra, re (n. 1133)
- 29 luglio - Maud di Gloucester, nobile britannica
- 18 agosto - Ottone VII di Baviera, nobile tedesco
- 4 ottobre - Gérard de Ridefort, cavaliere medievale fiammingo
- 14 ottobre - Fujiwara no Yasuhira, militare giapponese (n. 1155)
- 18 novembre - Guglielmo II di Sicilia, re (n. 1153)
- Avertino di Tours, religioso e santo francese
- Romano Bobone, cardinale italiano
- Engelberto I di Berg, nobile tedesco
- Gautier d'Arras, poeta e scrittore francese (n. 1135)
- Marco III di Alessandria, vescovo cristiano orientale egiziano
- Pietro da Pavia, cardinale italiano
- Richard de Morville, nobile normanno

## Calendario
| Calendario 1189 | Calendario 1189 | Calendario 1189 | Calendario 1189 | Calendario 1189 | Calendario 1189 | Calendario 1189 | Calendario 1189 | Calendario 1189 | Calendario 1189 | Calendario 1189 | Calendario 1189 | Calendario 1189 | Calendario 1189 | Calendario 1189 | Calendario 1189 | Calendario 1189 | Calendario 1189 | Calendario 1189 | Calendario 1189 | Calendario 1189 | Calendario 1189 | Calendario 1189 | Calendario 1189 | Calendario 1189 | Calendario 1189 | Calendario 1189 | Calendario 1189 | Calendario 1189 | Calendario 1189 | Calendario 1189 | Calendario 1189 | Calendario 1189 |
| --------------- | --------------- | --------------- | --------------- | --------------- | --------------- | --------------- | --------------- | --------------- | --------------- | --------------- | --------------- | --------------- | --------------- | --------------- | --------------- | --------------- | --------------- | --------------- | --------------- | --------------- | --------------- | --------------- | --------------- | --------------- | --------------- | --------------- | --------------- | --------------- | --------------- | --------------- | --------------- | --------------- |
|                 | 1               | 2               | 3               | 4               | 5               | 6               | 7               | 8               | 9               | 10              | 11              | 12              | 13              | 14              | 15              | 16              | 17              | 18              | 19              | 20              | 21              | 22              | 23              | 24              | 25              | 26              | 27              | 28              | 29              | 30              | 31              |                 |
| Gennaio         | Do              | Lu              | Ma              | Me              | Gi              | Ve              | Sa              | Do              | Lu              | Ma              | Me              | Gi              | Ve              | Sa              | Do              | Lu              | Ma              | Me              | Gi              | Ve              | Sa              | Do              | Lu              | Ma              | Me              | Gi              | Ve              | Sa              | Do              | Lu              | Ma              |                 |
| Febbraio        | Me              | Gi              | Ve              | Sa              | Do              | Lu              | Ma              | Me              | Gi              | Ve              | Sa              | Do              | Lu              | Ma              | Me              | Gi              | Ve              | Sa              | Do              | Lu              | Ma              | Me              | Gi              | Ve              | Sa              | Do              | Lu              | Ma              |                 |                 |                 |                 |
| Marzo           | Me              | Gi              | Ve              | Sa              | Do              | Lu              | Ma              | Me              | Gi              | Ve              | Sa              | Do              | Lu              | Ma              | Me              | Gi              | Ve              | Sa              | Do              | Lu              | Ma              | Me              | Gi              | Ve              | Sa              | Do              | Lu              | Ma              | Me              | Gi              | Ve              |                 |
| Aprile          | Sa              | Do              | Lu              | Ma              | Me              | Gi              | Ve              | Sa              | Do              | Lu              | Ma              | Me              | Gi              | Ve              | Sa              | Do              | Lu              | Ma              | Me              | Gi              | Ve              | Sa              | Do              | Lu              | Ma              | Me              | Gi              | Ve              | Sa              | Do              |                 |                 |
| Maggio          | Lu              | Ma              | Me              | Gi              | Ve              | Sa              | Do              | Lu              | Ma              | Me              | Gi              | Ve              | Sa              | Do              | Lu              | Ma              | Me              | Gi              | Ve              | Sa              | Do              | Lu              | Ma              | Me              | Gi              | Ve              | Sa              | Do              | Lu              | Ma              | Me              |                 |
| Giugno          | Gi              | Ve              | Sa              | Do              | Lu              | Ma              | Me              | Gi              | Ve              | Sa              | Do              | Lu              | Ma              | Me              | Gi              | Ve              | Sa              | Do              | Lu              | Ma              | Me              | Gi              | Ve              | Sa              | Do              | Lu              | Ma              | Me              | Gi              | Ve              |                 |                 |
| Luglio          | Sa              | Do              | Lu              | Ma              | Me              | Gi              | Ve              | Sa              | Do              | Lu              | Ma              | Me              | Gi              | Ve              | Sa              | Do              | Lu              | Ma              | Me              | Gi              | Ve              | Sa              | Do              | Lu              | Ma              | Me              | Gi              | Ve              | Sa              | Do              | Lu              |                 |
| Agosto          | Ma              | Me              | Gi              | Ve              | Sa              | Do              | Lu              | Ma              | Me              | Gi              | Ve              | Sa              | Do              | Lu              | Ma              | Me              | Gi              | Ve              | Sa              | Do              | Lu              | Ma              | Me              | Gi              | Ve              | Sa              | Do              | Lu              | Ma              | Me              | Gi              |                 |
| Settembre       | Ve              | Sa              | Do              | Lu              | Ma              | Me              | Gi              | Ve              | Sa              | Do              | Lu              | Ma              | Me              | Gi              | Ve              | Sa              | Do              | Lu              | Ma              | Me              | Gi              | Ve              | Sa              | Do              | Lu              | Ma              | Me              | Gi              | Ve              | Sa              |                 |                 |
| Ottobre         | Do              | Lu              | Ma              | Me              | Gi              | Ve              | Sa              | Do              | Lu              | Ma              | Me              | Gi              | Ve              | Sa              | Do              | Lu              | Ma              | Me              | Gi              | Ve              | Sa              | Do              | Lu              | Ma              | Me              | Gi              | Ve              | Sa              | Do              | Lu              | Ma              |                 |
| Novembre        | Me              | Gi              | Ve              | Sa              | Do              | Lu              | Ma              | Me              | Gi              | Ve              | Sa              | Do              | Lu              | Ma              | Me              | Gi              | Ve              | Sa              | Do              | Lu              | Ma              | Me              | Gi              | Ve              | Sa              | Do              | Lu              | Ma              | Me              | Gi              |                 |                 |
| Dicembre        | Ve              | Sa              | Do              | Lu              | Ma              | Me              | Gi              | Ve              | Sa              | Do              | Lu              | Ma              | Me              | Gi              | Ve              | Sa              | Do              | Lu              | Ma              | Me              | Gi              | Ve              | Sa              | Do              | Lu              | Ma              | Me              | Gi              | Ve              | Sa              | Do              |                 |